# Indonesische Badmintonmeisterschaft 1991
Die Indonesische Badmintonmeisterschaft 1991 fand vom 9. bis zum 14. Dezember 1991 in Medan statt.

## Finalresultate
| Disziplin    | Sieger                         | Finalist                          | Ergebnis           |
| ------------ | ------------------------------ | --------------------------------- | ------------------ |
| Herreneinzel | Heryanto Arbi                  | Juang Jayadi                      | 15–6, 18–17        |
| Dameneinzel  | Yuni Kartika                   | Meiluawati                        | 11–4, 11–3         |
| Herrendoppel | Reony Mainaky Nunung Subandoro | Thomas Indracahya Richard Mainaky | 15–4, 15–8         |
| Damendoppel  | Catherine Eliza Nathanael      | S. Herawati Zelin Resiana         | 15–7, 15–0         |
| Mixed        | Aryono Miranat Eliza Nathanael | Denny Kantono Zelin Resiana       | 16–18, 15–11, 15–9 |